# 茹斯塔峰
茹斯塔峰（英語：Justa Peak），是南極洲的山峰，位於南喬治亞群島，處於布森角西南面，海拔高度495米，在1929年由英國的海軍繪入地圖，由英國海外領土管轄。